# Buio e luce (Chiara Galiazzo)
Buio e luce è un singolo della cantante italiana Chiara, pubblicato il 12 maggio 2017 come terzo estratto dal terzo album in studio Nessun posto è casa mia.

## Descrizione
Come spiegato dalla cantante, Buio e luce il primo brano appartenente alla categoria delle «canzoni del salotto» ed è stato composto da lei stessa insieme a Stefano Marletta ed Edwyn Roberts. La cantante ha inoltre aggiunto:

## Tracce
Testi e musiche di Stefano Marletta e Edwyn Roberts.
1. Buio e luce – 3:33

## Video musicale
Il videoclip, diretto da Tiziano Russo, è stato pubblicato il 18 maggio 2017 attraverso il sul canale YouTube della cantante.